# Yukon (territórium)
Yukon Kanada három territóriuma közül a legnyugatibb és a legkisebb.
Kanada 13 tartománya és territóriuma közt a 9. legnagyobb: teljes területe 482 443 km², ebből 474 391 km² a szárazföld és 8052 km² az édesvíz. Népesség alapján a 12. helyet foglalja el (csak Nunavut népessége kisebb): a kanadai statisztikai hivatal 2008. áprilisi becslése szerint lakóinak száma mindössze 31 530 volt.
Legnagyobb városa és egyben fővárosa a territórium déli részében elhelyezkedő, mintegy húszezer lakosú Whitehorse. It él Yukon lakosságának kétharmada. A második legnagyobb település az 1250 lakosú Dawson City (1952-ig Yukon fővárosa).

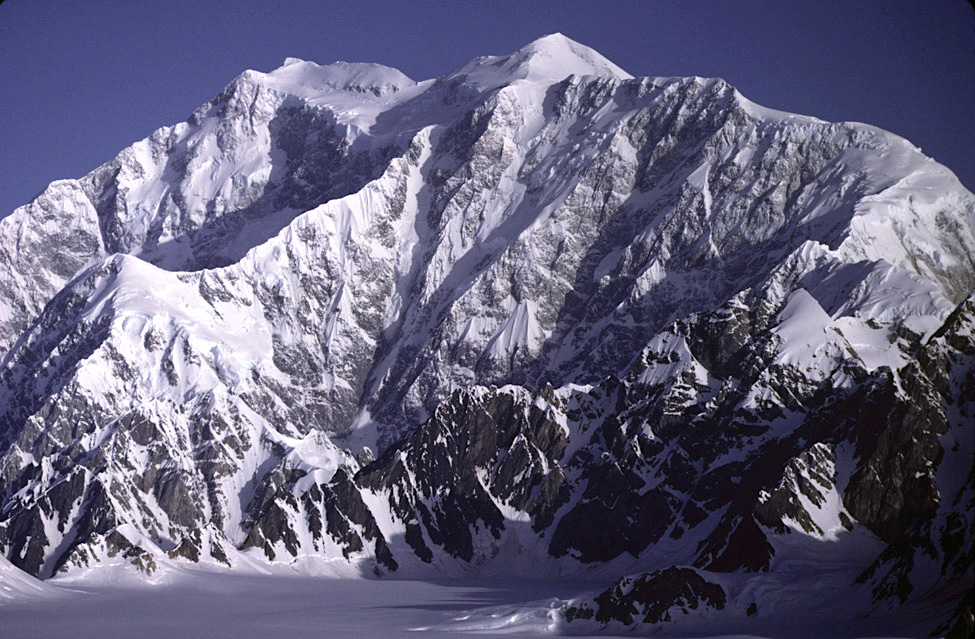
A Logan-hegy délnyugatról

Legmagasabb csúcsa, az 5959 méteres Logan-hegy (Mount Logan) a Kluane Nemzeti Park és Rezervátumban egyben Kanada legmagasabb pontja (és a Denali után Észak-Amerikában a második).
Nevét a Yukon folyóról kapta. (Yukon jelentése gwich’in nyelven: chųų gąįį han, azaz „fehér vizű folyó”.) Névként a Yukon Territórium is használatos, Yukon lakói azonban tiltakoznak ez ellen, és a Yukon-törvény 2003-as módosítása is a Yukon nevet használja.

## Történelem
A térségbe csak a 19. század elején érkeztek az első európaiak. Kezdetben az Északnyugati területek része volt. 1897-ben kitört a Klondike-i aranyláz. A lakosság hirtelen megnőtt, szükségessé vált rendőrség felállítása. Ezért választották le 1898-ban Yukon körzetet az Északnyugati Területekről és szervezték önálló területté.

## Földrajza
A rendkívül ritkán lakott terület bővelkedik hóolvadéktavakban és örök hó borította hegyekben. Bár éghajlata sarkvidéki, illetve szubarktikus és nagyon száraz, hosszú, hideg telekkel. A nyarak rövidek, de sok a napfény, ami lehetővé teszi a hidegálló termények, zöldségek termelését és virágrengeteget varázsol Yukon tájaira.
A terület nyugat felé csúcsosodó háromszög alakú, nyugati szomszédja Alaszka (Egyesült Államok), keleten az Északnyugati területek és délen Brit Columbia. Északi partjait a Beaufort-tenger hullámai nyaldossák.
Zegzugos keleti határa jobbára a Yukon folyó és a Mackenzie-folyó közti vízválasztót követi. A Territórium legnagyobb része a Yukon vízgyűjtőjébe esik.
Yukon déli részét nagy számban tagolják nagy, hosszú és keskeny gleccser táplálta tavak. Legtöbbjüknek a Yukon vízrendszeréhez van lefolyása. A nagy tavak közt van a Teslin-tó, az Atlin-tó, a Tagish-tó, a Marsh-tó, a Laberge-tó, a Kusawa-tó és a Kluane-tó.

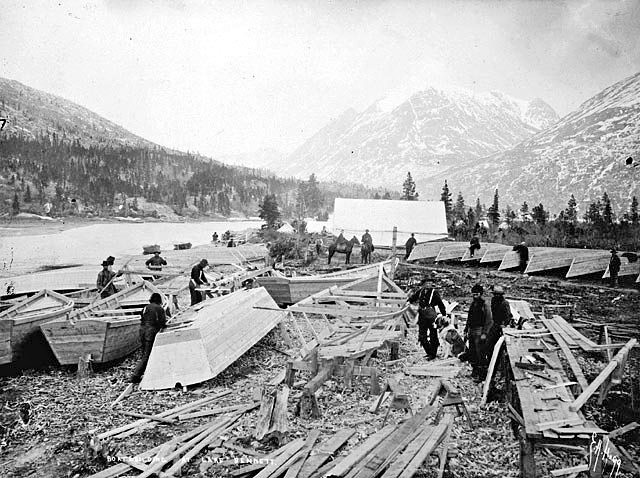
Csónaképítés a Bennett-tónál a klondike-i aranyláz idején.

Kanada legmagasabb pontja, a Logan-hegy a Territórium délnyugati részében található, a Kluane Nemzeti Park és Rezervátumban, amely az UNESCO világörökség része. Északon található az Ivvavik Nemzeti Park és a Vuntut Nemzeti Park. A klondike-i aranyláz útvonalán fekvő Bennett-tó, amely a Nares-tóba folyik, jórészt Yukon területen fekszik (részben Brit Columbiában).
A Yukonon és a Mackenzie-n kívül jelentős yukoni vízgyűjtő az Alsek-folyó- Tatshenshini területe, illetve más, egyenesen a Beaufort-tengerbe ömlő folyóké. A Mackenzie fontos yukoni mellekfolyói a Liard-folyó délkeleten és a Peel-folyó északkeleten.